# Ramat Ša'ul

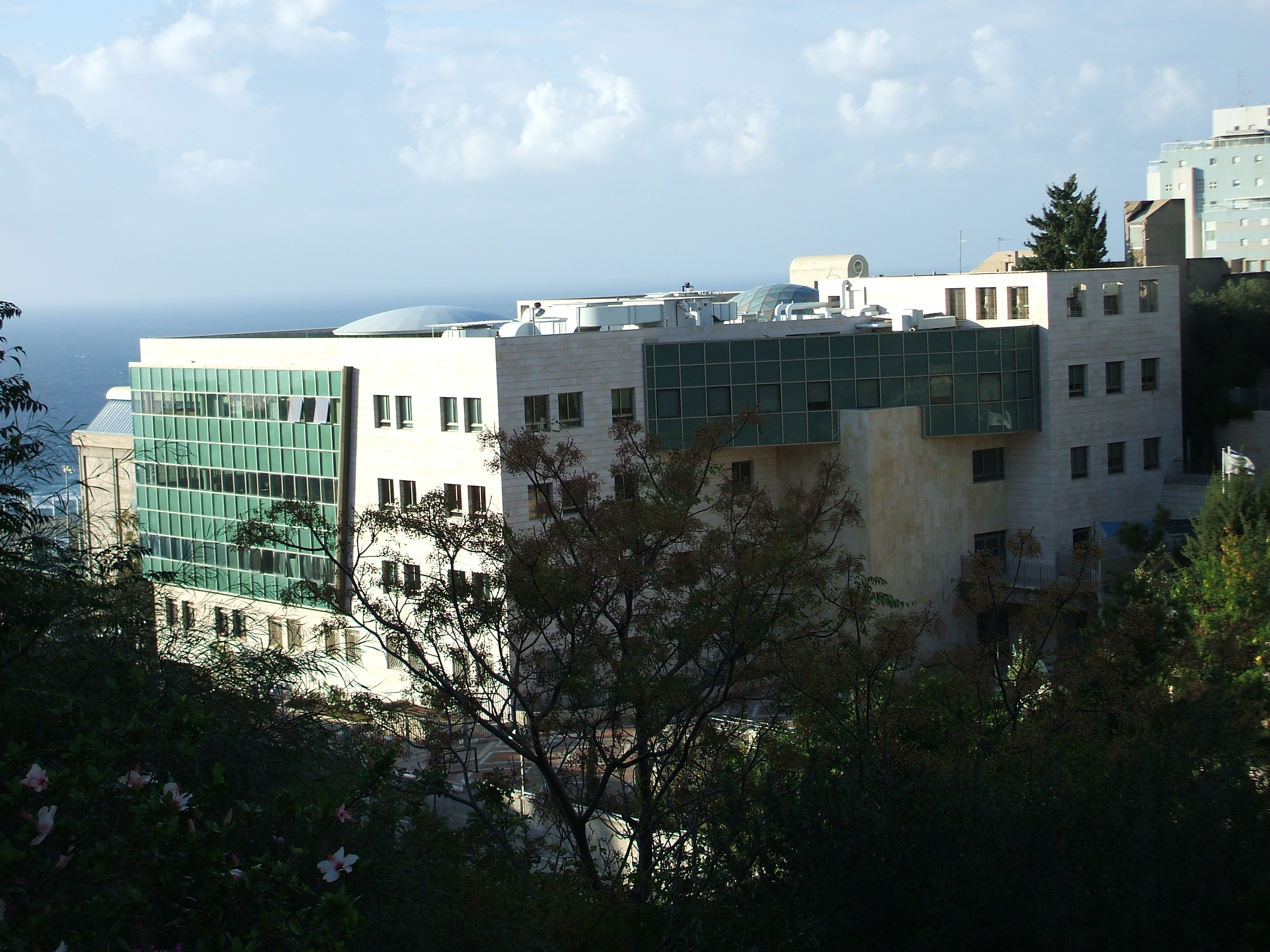
Školské centrum Merkaz chinuch Leo Baeck v Ramat Ša'ul

Ramat Ša'ul (hebrejsky: רמת שאול, doslova Ša'ulova výšina) je čtvrť v severní části Haify v Izraeli. Nachází se v administrativní oblasti ha-Karmel, v pohoří Karmel.

## Geografie
Leží v nadmořské výšce cca 150 metrů, cca 3 kilometry západně od centra dolního města. Na východě s ní sousedí čtvrť Karmel Carfati, za jejíž součást bývá považována, na západě Kirjat Šprincak a Ejn ha-Jam. Zaujímá okraj sídelní terasy, která se na severní stranu svažuje k pobřeží Haifského zálivu. Na jihu ji ohraničuje zalesněné údolí, jímž protéká vádí Nachal Alija, na severu je to vádí Nachal Šikmona, obě směřující k západu. Hlavní dopravní osou je ulice Rechov Černichovski a Derech Carfat. Populace je převážně židovská s malou arabskou menšinou.

## Dějiny
Byla založena v letech 1951-1954 společně s nedalekými obytnými soubory Kirjat Šprincak a Kirjat Eli'ezer.
Stojí tu škola Merkaz chinuch Leo Baeck. Plocha této městské části dosahuje 0,51 kilometru čtverečního. V roce 2008 tu žilo 4 120 lidí (z toho 3 820 Židů a 90 arabských křesťanů).